# Daniel Ivoskus
Daniel Hernán Ivoskus, nacido el 26 de julio de 1973 en Villa Ballester, Provincia de Buenos Aires, es un consultor y político argentino.
Entre 2009 y 2015 fue concejal del partido de General San Martín por el partido político San Martín con Honestidad y Trabajo. Presidente del Comité Organizador Internacional de la Cumbre Mundial de Comunicación Política. 
Tiene más de 16 años trabajando en el ámbito de la comunicación política y la innovación de herramientas en torno al desarrollo de la profesionalización de la política. 
Cofundador de Mensaje 360 portal de noticias especializado en Comunicación Política en Iberoamérica. Temas de actualidad, noticias, opinión e innovación en comunicación y marketing Político. Mensaje 360 fue nominado en la categoría al mejor “Portal Político del año Impacto Informativo” de los Victory Awards premios conocidos popularmente como los “Oscar de la comunicación política”.
Se ha desempeñado como consultor político en República Dominicana, Perú y Ecuador.En las elecciones legislativas de 2017 un supermercadista se presentó a denunciar por supuestas coimas al equipo de fiscalización del Municipio de Morón, que encabeza el coordinador Chrystian Micucci, el hecho trajo fuertes repercusiones en el seno de Cambiemos de la Primera Sección, y lesiona la relación política entre el intendente Ramiro Tagliaferro y el diputado Daniel Ivoskus justo a semanas del cierre de listas bonaerenses.
En 2019, en el marco de las elecciones presidenciales del Club Atlético Boca Juniors, Ivoskus formó parte del equipo de campaña de la fórmula que las ganó, integrada por Jorge Amor Ameal y Mario Pergolini, quienes se convirtieron en presidente y vicepresidente del Club, respectivamente.

## Primeros años
Realizó sus estudios primarios y secundarios en el Instituto José Hernández de la ciudad de Villa Ballester en el partido de General San Martín. Egresó como licenciado en Comercialización de la Universidad de Palermo. Es cofundador de "Mensaje 360", portal de noticias especializado en comunicación política en Iberoamérica.
Presidente de la Cumbre Mundial de Comunicación Política www.cumbrecp.com
Fue concejal del Municipio de General San Martín, Buenos Aires, Argentina durante los períodos 2005-2009, 2009-2013 y reelecto 2013-2017 y fue premiado en 2015 como el concejal más votado por la Agencia Comunas. Ha terminado también su mandato como diputado de la Provincia de Buenos Aires.
Fue candidato a intendente en 2011 pero perdió ante el peronista Gabriel Katopodis candidato apoyado por Sergio Massa,Florencio Randazzo,Gabriel Mariotto y Joaquín de la Torre
Es consultor Asociado del Centro Interamericano de Gerencia Política, “La Escuela Política Latinoamericana” Miami.En septiembre de 2018, el Consorcio Internacional de Periodistas de Investigación (ICIJ , siglas en inglés) desmintió que Daniel Ivoskus se encontrara involucrado en la investigación que lleva acerca del caso Panamá Papers, según consigna el diario El Financiero de México.
Docente de la Universidad Nacional de General San Martín. Autor de “Obsesión digital” (2009) y el Libro “Ellas, Mujer y Política”(2014), Editor de los libros de la I,II, IIV, V, VI Cumbre Mundial de Comunicación Política.

## Controversia por Panamá Papers
Tras el escándalo desatado por los Panamá Papers que involucró a diversos políticos argentinos, entre ellos Mauricio Macri, se descubrió una offshore relacionada con su consultora política, mientras en la nómina de la firma aparecen varios de sus socios. Se trata de una consultora especializada en Comunicación y Marketing Político.
Paralelo Cero" fue inscripta en Panamá bajo la dirección del propio Ivoskus, mientras en la nómina de la firma aparecen varios de sus socios. Se trata de una consultora especializada en Comunicación y Marketing Político, con negocios en Panamá y México. Ivoskus radicó la firma que en 2013 radicó en Panamá, la que aparece en las listas reveladas por el Consorcio Internacional de Periodistas de Investigación (ICIJ). La misma operó en Panamá y México.
En septiembre de 2018, el Consorcio Internacional de Periodistas de Investigación (ICIJ, siglas en inglés) desmintió que Daniel Ivoskus se encontrara involucrado en la investigación que lleva acerca del caso Panamá Papers, según consigna el diario El Financiero de México.

## Controversias electorales en México y Argentina
Ivoskus trabajó en la campaña del candidato de la alianza PAN-PRD para la gobernación del Estado de Oaxaca, José Antonio Estefan Garfias. Se trató de una parada complicada porque enfrentaron al postulante del PRI, Alejandro Murat Hinojosa. Medios mexicanos acusaron a Ivoskus de operar una campaña sucia que consistió en bombardear con mensajes negativos a los rivales del candidato Garfias, su cliente. El portal Informativo Oaxaca publicó un video, que “se siente el nuevo Maquiavelo”. El diputado macrista fue sindicado en el país azteca como la mano negra detrás de los mensajes de desprestigio dirigidos a contrincantes de un candidato del estado de Oaxaca. Habría sido invitado por el exgobernador y actual funcionario del gobierno de Puebla, Diódoro Carrasco, en complicidad con los gobernadores Gabino Cué y Rafael Moreno Valle.
El 11 de junio de 2025, mientras conducía un debate en la Sala San Juan Pablo II de la Universidad Católica Argentina, el diputado nacional José Luis Espert insultó en pleno debate a Cristina Fernández de Kirchner y su hija Florencia. La reacción del público presente obligó a Espert a retirarse del debate bajo el repudio por sus dichos, mientras Ivoskus simplemente esbozaba un pedido de respeto poco claro que no estuvo a la altura del sitio elegido para el debate ni para el respeto elemental que cualquier persona merece.

## Actuación institucional y política
- Consultor Asociado del Centro Interamericano de Gerencia Política, "La Escuela Política Latinoamericana" (Miami, Florida-Estados Unidos).
- Secretario de comercio e industria del partido de General San Martín (2002-2005).
- Secretario de gobierno del partido de General San Martín entre el 1 de diciembre de 2010 y el 9 de diciembre de 2011.
- Concejal del partido de General San Martín por el partido San Martín con Honestidad y Trabajo durante los períodos 2005-2009, 2009-2013 y reelecto 2013-2017.
- Candidato a Intendente del Partido de General San Martín en 2011.
- Diputado de la provincia de Buenos Aires por la UCR-Cambiemos (2015-2019).
- Presidente de la Cumbre Mundial de Comunicación Política.

## Labor como diputado Provincial
En 2015, se presentó en las listas con presidentes Mauricio Macri, Ernesto Sanz y Elisa Carrió, se presentó como candidato a diputado provincial para la provincia de Bs. As. por la coalición Cambiemos, logrando ser elegido, cargo que ejerció hasta el 10 de diciembre de 2019.
Integró como vocal las comisiones de Producción y Comercio, Relaciones Parlamentarias, Turismo y Deporte, y fue Vicepresidente de la Comisión para la Reforma Política y del Estado de la Cámara de Diputados de la Provincia de Buenos Aires.

## Publicaciones
- Sexto Sentido para Gobernar, Universidad Autónoma de Puebla, Puebla, julio de 2015.
- VI Cumbre Mundial de Comunicación Política. Editora Búho, Santo Domingo, junio de 2015. [cita requerida]
- Ellas - Política y Mujer, Instituto de Comunicación Política. Puebla, diciembre de 2014.[17]
- II Cumbre Mundial de Comunicación Política. Grupo Dircom, Buenos Aires, noviembre de 2012.[18]
- Cumbre Mundial de Comunicación Política. Libros del Zorzal, Buenos Aires, diciembre de 2010.[19]
- Obsesión digital. Grupo Norma, Buenos Aires, agosto de 2010.[20]
- Vivir conectados. Grupo Norma, Buenos Aires, septiembre de 2008.[21]
- Lo que no se dice, no es. Sudamericana, Buenos Aires, abril de 2007.[22]

## Distinciones recibidas
- Medalla de Honor "Reconocimiento de el Colegio de Periodistas del Perú".[23]
- Premio Sepyme 2007 "Primer concurso científico de investigación sobre la problemática PyME y del desarrollo regional"[24]

Otorgado por la Subsecretaria de la Pequeña y Mediana Empresa y Desarrollo Regional del Ministerio de Economía de la República Argentina. Título de la investigación: "Las industrias pymes exportadoras: dinamizadoras del desarrollo local".[cita requerida]